# Meizodon semiornatus
Espèce
Synonymes
- Coronella semiornata Peters, 1854
- Zamenis fischeri Peters, 1879
- Coronella inornata Fischer, 1884
- Zamenis citernii Boulenger, 1912
- Zamenis tchadensis Chabanaud, 1917

Meizodon semiornatus est une espèce de serpents de la famille des Colubridae.

## Répartition
Cette espèce se rencontre :
- en Afrique du Sud ;
- au Botswana ;
- au Cameroun ;
- en Éthiopie ;
- au Kenya ;
- au Mozambique ;
- en Somalie ;
- au Soudan du Sud ;
- au Swaziland ;
- en Tanzanie ;
- en Zambie ;
- au Zimbabwe.

## Liste des sous-espèces
Selon The Reptile Database (18 février 2014) :
- Meizodon semiornatus semiornatus (Peters, 1854)
- Meizodon semiornatus tchadensis (Chabanaud, 1917) - Cameroun

## Publications originales
- Chabanaud, 1917 : Révision de quelques Reptiles d'Afrique et description de trois espèces nouvelles. Bulletin du Muséum national d'histoire naturelle, vol. 23, p. 442-454 (texte intégral).
- Peters, 1854 : Diagnosen neuer Batrachier, welche zusammen mit der früher (24. Juli und 17. August) gegebenen Übersicht der Schlangen und Eidechsen mitgetheilt werden. Bericht über die zur Bekanntmachung geeigneten Verhandlungen der Königlich preussischen Akademie der Wissenschaften zu Berlin, vol. 1854, p. 614-628 (texte intégral).